# Verónica Chen

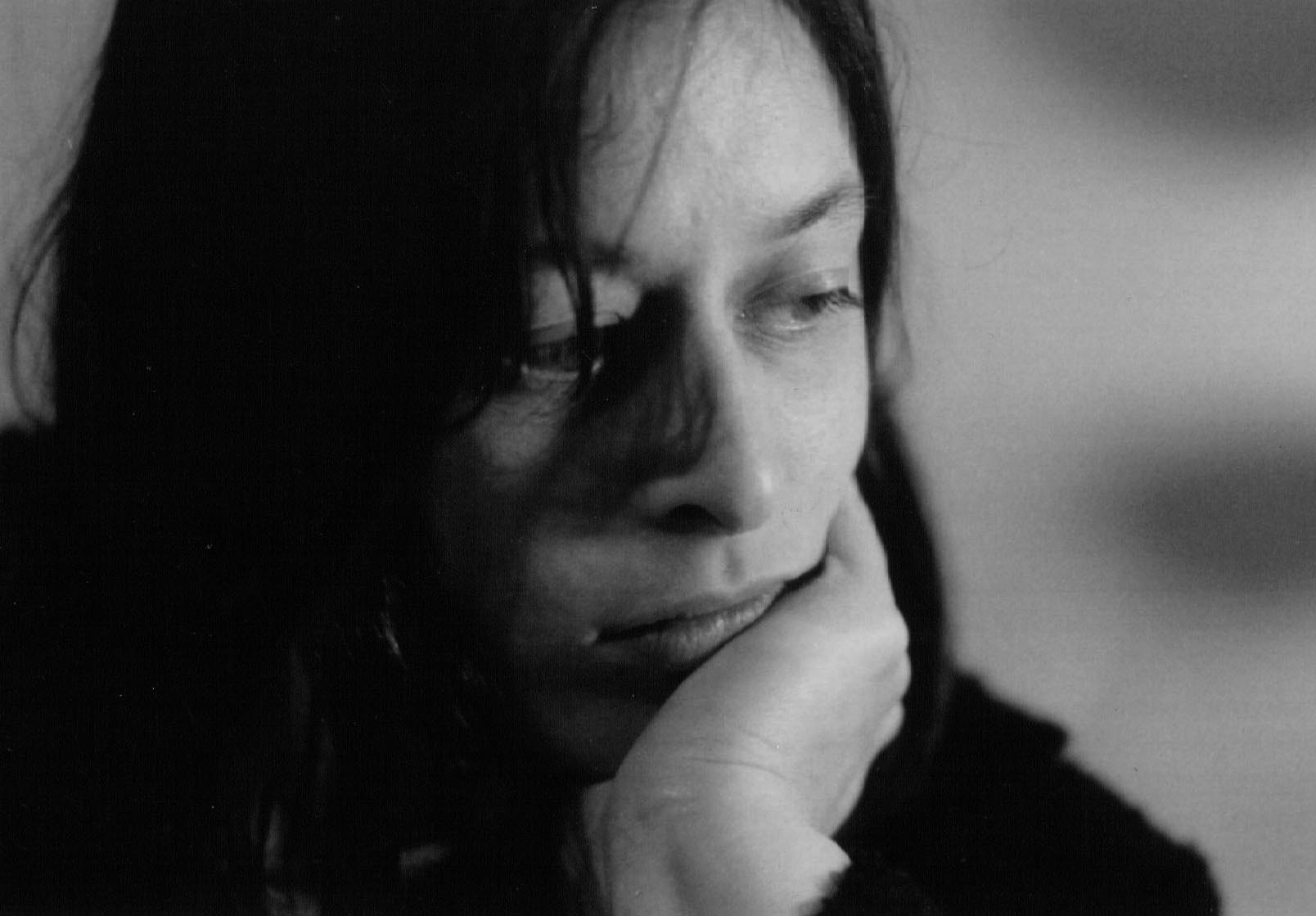
Verónica Chen en 2010.

Verónica Chen (n. Buenos Aires) es una directora de cine y guionista argentina.

## Filmografía
Directora
- Los inocentes (1994) (cortometraje)
- Qué felicidad (1994) (cortometraje)
- Soldado (1995) (cortometraje)
- Ariel Lavalle (1995) (cortometraje)
- Calor humano (1996) (cortometraje)
- 2015 (1996) (cortometraje)
- Ezeiza (1997) (cortometraje)
- Vagón fumador (2001)
- Overblinded (2003)
- Aguas argentinas (2003)
- Agua (2006)
- Viaje sentimental (2010)
- Mujer conejo (2013)
- Rosita (2019)
- Marea alta (2020)

Guionista
- Ezeiza (1997) (cortometraje)
- Vagón fumador (2001)
- Agua (2006)
- El frasco (2008) (Colaboración en el guion)
- Viaje sentimental (2010)
- Mujer conejo (2013)
- Rosita (2019)
- Marea alta (2020)

Editor
- Un crisantemo estalla en cinco esquinas (1998)
- Paseador de almas (cortometraje 2009)
- Esperando el Mesías (2000)
- Vagón fumador (2001)
- Viaje sentimental (2010)

Productora
- Vagón fumador (2001)
- Agua (2006)
- Mujer conejo (2013)
- Rosita (2019)

## Televisión
Directora y guionista
- Ensayo (serie 2003)
- Fronteras argentinas: Por la razón o la fuerza (película 2007)

## Nominaciones y premios
Festival de Cine de Miami 2020
- Marea alta nominada al Premio a la Mejor Película en la competición HBO de cine iberoamericano
- Verónica Chen nominada al Premio Knight Marimbas

Festival Internacional de Cine Sitges – Catalonian 2020
- Marea alta ganadora del Premio Blood Window  al Mejor Largometraje iberoamericano
- Marea alta nominada al Premio Nuevas Visiones a la Mejor Película

Festival de Cine Splat!  2020
- Marea alta nominada al Premio del Público a la Mejor Película
- Verónica Chen nominada al Premio Final Girl

Festival de Cine de Sundance  2020
- Marea alta nominada al Gran Premio del Jurado de Cine universal para películas dramáticas.